# Sud-Ouest (district rural)
Pour les articles homonymes, voir Sud-Ouest.
Sud-Ouest est un district rural du Nouveau-Brunswick, situé dans le territoire de la commission de services régionaux du Sud-Ouest. La municipalité a été constituée le 1er janvier 2023, à partir des districts de services locaux (DSL) de la paroisse de Dumbarton, de l'île White Head, de la paroisse de McAdam et de la paroisse de West Isles, ainsi que des portions des DSL de la paroisse de Lepreau, de la paroisse de Pennfield, de la paroisse de Sainte-Croix, de la paroisse de Saint-David, de la paroisse de Saint-George, de la paroisse de Saint-James, de la paroisse de Saint-Patrick et de Western Charlotte.

## Géographie
Son territoire compte 5 sections distinctes, regroupant les zones non constituées en municipalités des comtés de Charlotte et d'York.
| Numéro (non officiel) | Emplacement | Anciens DSL | Localités                     |
| --------------------- | --- | ----------- | ----------------------------- |
| 1                     | Centre-Nord, entre Lakeland Ridges, Nackawic-Millville, Harvey, le district rural de la Région-de-la-capitale, Eastern Charlotte, Campobello Island, Saint-Andrews, Saint-Stephen et les États-Unis |             | Bocabec, etc.                 |
| 2                     | Est, entre le district rural de la Région-de-la-capitale, le district rural de Fundy, Fundy Shores et Eastern Charlotte                                                                             |             | Back Clarendon, Utopia Centre |
| 3                     | Sud-est, comprenant l'archipel des îles Wolf |             |                               |
| 4                     | Sud-est, comprenant l'île White Head |             | île White Head                |
| 5                     | Sud-ouest, comprenant l'île Machias Seal |             | Inhabitée                     |

Elle comporte également une enclave: McAdam.